# Liste der Monuments historiques in Landres
Die Liste der Monuments historiques in Landres führt die Monuments historiques in der französischen Gemeinde Landres auf.

## Liste der Objekte
| Bezeichnung | Beschreibung                                                  | Standort                       | Kennzeichnung | Schutzstatus | Datum | Bild |
| ----------- | ------------------------------------------------------------- | ------------------------------ | ------------- | ------------ | ----- | ---- |
| Tabernakel  | Eichenholz, farbig gefasst, erste Hälfte des 18. Jahrhunderts | in der Kirche St-Privat (Lage) | PM54001606    | Inscrit      | 1996  |      |